# União das Freguesias de Nogueiró e Tenões
Die União das Freguesias de Nogueiró e Tenões ist eine portugiesische Gemeinde (Freguesia) im Kreis (Concelho) Braga, Distrikt Braga, im Nordwesten Portugals.

## Geschichte
Die Gemeinde entstand im Zuge der Gebietsreform vom 29. September 2013 durch die Zusammenlegung der ehemaligen Gemeinden Nogueiró und Tenões.
Nogueiró (Braga) wurde Sitz der neuen Verwaltung.

## Demographie

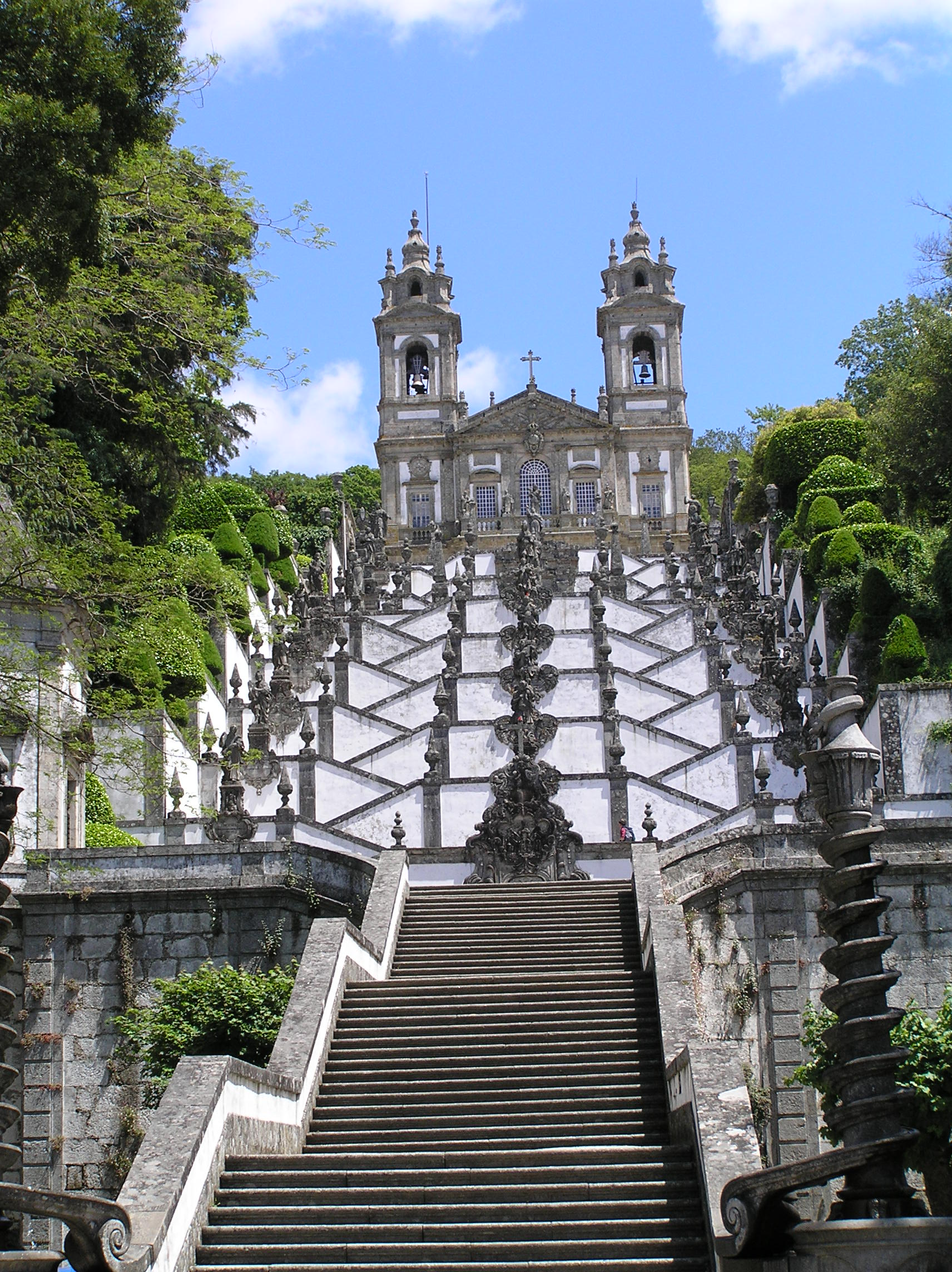
Wallfahrtskirche Bom Jesus do Monte in Tenões

| Freguesia | Freguesia         | Freguesia | Freguesia       | ehemalige Freguesias | ehemalige Freguesias | ehemalige Freguesias | ehemalige Freguesias |
| --------- | ----------------- | --------- | --------------- | -------------------- | -------------------- | -------------------- | -------------------- |
| Wappen    | Freguesia         | Einwohner | Fläche in (km²) | Wappen               | Freguesia            | Einwohner            | Fläche in (km²)      |
|           | Nogueiró e Tenões | 5946      | 4,43            |                      | Nogueiró             | 3685                 | 2,76                 |
|           | Nogueiró e Tenões | 5946      | 4,43            | Tenões               | 1379                 | 1,67                 |                      |